# Affeln (Adelsgeschlecht)

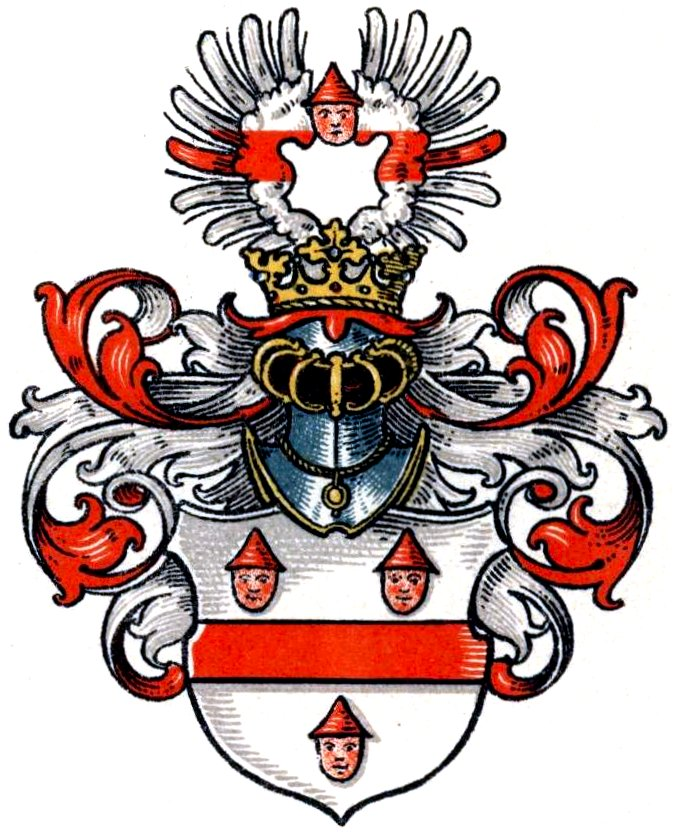
Stammwappen derer von Affeln

Die Herren von Affeln (auch Affelmann) waren ein westfälisches Adelsgeschlecht.

## Geschichte
Die Familie nannte sich nach Affeln im Nordwesten des Sauerlandes. Urkundlich kommt das Geschlecht bereits im 12. Jahrhundert vor. Volkmarus de Affelen tritt 1187 auf. Theodericus dictus de Affelen erscheint 1308 und Dietrich von Affelen, Knappe zu Soest, im Jahr 1327. Ein Heinrich von Affeln war im 16. Jahrhundert Ratsherr in Soest. Johann von Affeln († 1624), Sohn des genannten Heinrichs, Doktor der Theologie, war zu seiner Zeit als Schriftsteller bekannt. Er wurde 1614 mit Ländereien in Eldinckhausen, Katerbeck und Wittenstein belehnt. Johanns Bruder Anton, der sich üblicherweise Affelmann schrieb und Jurist war, wurde Vizekanzler des Herzogs August von Celle. In der ersten Hälfte des 17. Jahrhunderts wurde Anton von Affeln von Neuem in den Adelsstand erhoben. Mit Anton von Affeln erlosch das Geschlecht, das auch Völlinghausen a. d. Möhne besaß, im Mannesstamm.

## Wappen
Blasonierung: In Silber ein roter Balken, begleitet von drei (2:1) natürlichen Menschenköpfen mit roten Spitzhüten. Auf dem gekrönten Helm mit rot-silbernen Helmdecken ein offener, je mit einem roten Balken belegter silberner Flug, dazwischen wiederholt sich ein Kopf.